# ドロップキック (フットボール)
ドロップキック（英語: drop kick）は、様々なフットボールコードにおけるキックの一種である。ボールを一度地面に落下（ドロップ）させ、跳ね返ってきたボールを蹴るキックである。
ドロップキックはラグビーユニオンとラグビーリーグにおけるプレー再開や得点の方法（ドロップゴール）として使われる。また、サッカーのゴールキーパーはドロップキックを使ってボールをプレーに戻すことが多い。オーストラリアンフットボールとグリッドアイアンフットボール（アメリカンフットボールおよびカナディアンフットボール）でもかつては広く使われたが、現在はほぼ使われることはない。

## ラグビー

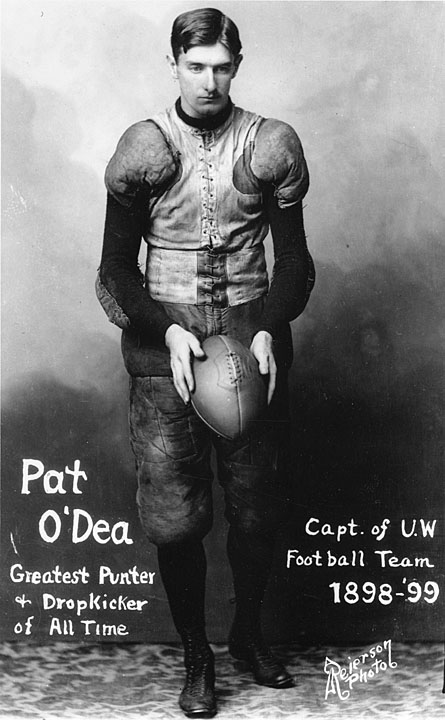
パット・オウディー

### ドロップキックの技術
ラグビーにおけるドロップキックは、まずボールの尖っている部分の一方を下側に向けて、蹴り足の上側に両手で保持する。次に蹴り足の前方の地面にボールを落下させ、地面に着いた瞬間、あるいは直後に蹴る。ドロップキックは「ハーフボレー」とも呼ばれる。蹴り足はわずかにインステップ側でボールに接触することが多い。
ラグビーユニオンのキックオフ（ドロップアウト）では、キッカーは飛距離よりも高くボールを蹴り上げることを目指す。そのため、ボールの下側近くを蹴れるように、ボールが地面に落下して弾み始めた後にボールを蹴る。

### ラグビーリーグ
ラグビーリーグでは、守備チーム側がインゴールエリア内でタックルされた、またはノックオンした後、あるいは守備チームがタッチインゴールへとボールを出した後にゴールラインからプレーを再開するために行われる（これはゴールラインドロップアウトと呼ばれる）。また、ペナルティーゴールを失敗してボールデッドになった後に20メートルラインからプレーを再開する時にも行われる。オープンプレー中にドロップゴールで得点（1点）を狙う時にも行われる。
ドロップキックはペナルティゴールを狙う時や、ペナルティーからタッチ（サイドライン）にボールを蹴り出す時に用いてもいい。しかし、これが行われるのは稀で、前者の場合はプレースキックが一般的に使われ、後者の場合はパントキックが大抵使われる。

### ラグビーユニオン
ラグビーユニオンでは、ドロップキックはキックオフや、プレー再開、ドロップゴールを狙う時に使われる。元々は、プレースキックと共に得点をする2つの方法の1つであった（元々はトライは得点にはならず、ゴールを狙う機会が得られるだけであった）。
ドロップキックは前後半の開始時にセンタースポットから行われる。また、点が入った後にはセンタースポットから、ボールがタッチダウン（攻撃チームがインゴールエリアへボールを蹴るあるいは持ち込み、守備チームがインゴールエリア内でボールデッドにした時）となった後に22メートルラインから試合を再開するために行われる。オープンプレー中にドロップゴールで得点（3点）を狙う時にも行われる。
トライ後のコンバージョンキックは、プレースキックではなくドロップキックで行ってもよい。

### 7人制ラグビー
7人制ラグビー（セブンズ）と15人制のドロップキックの用法は同じであるが、例外はセブンズではコンバージョンキックとペナルティーキックは全てドロップキックで行わなければならない点である。どちらもトライ後、あるいはペナルティーが与えられてから40秒以内に行われなければならない。

## アメリカンフットボールおよびカナディアンフットボール
アメリカンフットボールとカナディアンフットボールの両方で、フィールドゴール、フェアキャッチキック（アメリカンフットボールのみ）、あるいはエキストラポイントで得点するための1つのやり方としてドロップキックがあるが、現代の試合においてこの技術が使われることはめったにない。

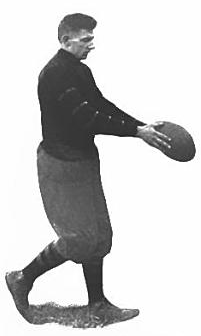
ドロップキックを行うザック・カーリン。

ボールが地面に着く前に空中で蹴るパントやグラウンド上に静置したボールを蹴るプレースキックと比較するとドロップキックの難易度は著しく高い。ジム・ソープはかつて「フィールドからゴールを狙う時にプレースキックはドロップキックとほぼ2対1の比率で安全だと思う」と説明した。

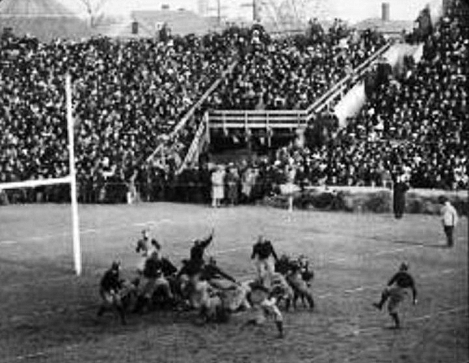
ブリックリーのドロップキックでダートマスを破った（1912年）。

ドロップキックは初期フットボールにおいて奇襲的戦術としてしばしば使われた。ボールをスナップあるいはラテラルパスで後方の選手にボールを渡し、ボールを受け取った選手はランあるいはパスのフェイクを入れてから、フィールドゴールを狙う。この得点方法はボールの端が（現代のラグビーボールのように）より丸みを帯びていた1920年代と1930年代初頭にはうまくいった。チャールズ・ブリックリー、フランク・ハドソン、ジム・ソープ、パディ・ドリスコル、アル・ブラッドグッドといった初期のフットボールのスター選手は熟練したドロップキッカーであった。ドリスコルは1925年に、ブラッドグッドは1926年に1試合で4つのドロップキックフィールドゴールを決めたNFL記録を持っている。ドリスコルが1924年に決めた55ヤードのドロップキックは、1953年にバート・レチチャーに破られるまで（プレースキックで56ヤード）、フィールドゴールレンジの非公式記録であった。
1934年にボールが両端がより鋭った形に変わった。この変更を行ったのは一般的にショーティー・レイの功績とされている。レイは当時大学フットボールの審判員で、後にNFLの審判員長にもなった人物である。この形状変更によりパスがより簡単になった反面、地面からの跳ね返り方はより予測不能になったため、ドロップキックの技術は廃れてしまった。ドロップキックはプレースキックに取って代わられた。ドロップキックはルールには残っているものの、目にすることはほとんどなく、効果的に使われる場面もない。
カナディアンフットボールでは、プレースキックはスクリメージラインよりも後方から行わなければならないのに対して、ドロップキックはフィールド上のどの地点からでも行うことができる。

### NFL
NFLとAFLの統合前、NFLでドロップキックが最後に成功したのは、1941年12月21日、シカゴのリグレー・フィールドで開催されたシカゴ・ベアーズ対ニューヨーク・ジャイアンツのNFLチャンピオンシップの試合（結果は37対9でシカゴの勝利）である。シカゴ・ベアーズのスクーター・マクリーンがドロップキックを決めた。当時はNFLではなかったが、1948年11月28日のオール・アメリカ・フットボール・カンファレンスのサンフランシスコ・フォーティナイナーズ対クリーブランド・ブラウンズの試合で、フォーティナイナーズのジョー・ベトラノがキックを成功させた。

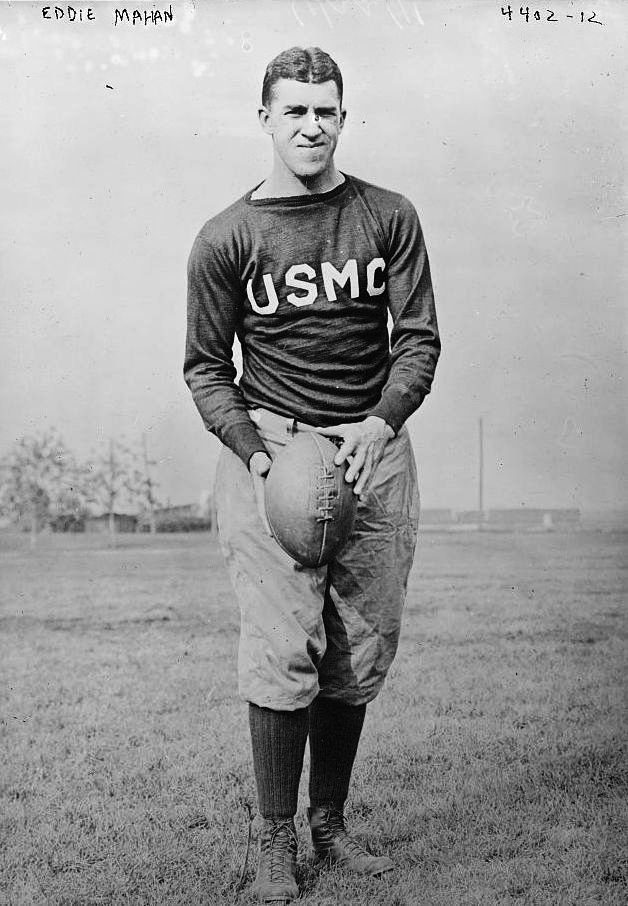
ドロップキックの準備をするエディー・マハン。

今日までに、1941年以降のNFLで唯一のドロップキック成功例は、2006年1月1日に行われたニューイングランド・ペイトリオッツとマイアミ・ドルフィンズの試合で、ペイトリオッツの控えクォーターバックであるダグ・フルーティが決めたタッチダウン後のエキストラポイントで決めたキックである。フルーティはドロップキックの成功確率を「80パーセント」と見積っていた。自身のNFLでの最後の試合で当時43歳のフルーティに歴史的キックを行う機会が与えられた。このドロップキックがフルーティのNFLでの最後のプレーであった。

### カナディアンフットボール
カナディアンフットボールでは、いつでもドロップキックを狙うことができる。キッカーの後ろにいる選手は、キッカーも含めて、キックをリカバーしてよい。ドロップキックがアウントオブバウンズになると、次のスクリメージにおけるポゼッションは相手チームに移る。
1974年9月8日、エドモントン・エスキモーズのクォーターバックであるトム・ウィルキンソンは24対2で大勝していた試合の最後にドロップキックフィールドゴールを試みたが成功しなかった。
1980年代のある試合で、ハミルトン・タイガーキャッツのワイドレシーバーであるアール・ウィンフィールドがパントを適切に処理できなかった。苛立ったウィンフィールドはボールを蹴ってアウトオブバウンズにした。このキックはドロップキックと見なされ、ポゼッションが相手チームに移った。

## オーストラリアンフットボール
かつてはボールを長い距離運ぶ手段として好まれたが、現在ドロップキックはより正確なドロップパントに置き換わっている。ドロップキックが普通に使われていたのは1970年代が最後で、その頃までにはビハインド後のキックインのために使われるのがほとんどで、通常のプレー中ではほとんど使われていなかった。

## 推薦文献
- Price, Christopher (2020年12月31日). “The inside story of Doug Flutie's NFL drop kick, 15 years ago Friday” 2021年1月1日閲覧。